# Hans Rudhart
Hans Rudhart (* 17. September 1945 in Maierhöfen) ist ein ehemaliger deutscher nordischer Skisportler.
Rudhart, der für den WSV Isny startete, erreichte bei den Olympischen Winterspielen 1968 in Grenoble im Einzel der Nordischen Kombination den 29. Platz, nachdem er nach dem Skispringen den 22. und im Skilanglauf den 28. Platz belegte. Bei der Vierschanzentournee 1970/71 startete er beim Springen in Oberstdorf und erreichte dabei den 39. Platz. Bei den anderen Springen der Tournee trat er nicht an. 1971 konnte er den Schwarzwaldpokal in der Kombination gewinnen. 1974 wurde er Bayerischer Meister in der Kombination.
Nach dem Ende seiner Karriere betätigte sich Rudhart als Trainer im Skilanglauf. Sein Sohn betreibt heute eine Schnee-Sport-Schule.